# Nanako Takushi
Nanako Takushi (jap. 澤岻奈々子 Takushi Nanako; ur. 25 marca 1976 w Okinawie) – japońska piosenkarka popowa, członkini byłego zespołu Super Monkey’s oraz obecnego Max.

## Filmografia

### Filmy
- 1996: Ladie's MAX
- 1997: Ladie's MAX: Daj mi wstrząsnąć
- 2001: Starlight

### Seriale
- 1998: Sweet Devil
- 2007: Churusan 4[1]